# مينورو ميكي (ملحن)
مينورو ميكي (باليابانية: 三木稔؛ بالكانا: みき みのる) هو موسيقي وملحن ياباني، ولد في 16 مارس 1930 في توكوشيما في اليابان، وتوفي في 8 ديسمبر 2011 في طوكيو في اليابان.

## وصلات خارجية
- الموقع الرسمي
- مينورو ميكي على موقع IMDb (الإنجليزية)
- مينورو ميكي على موقع ميوزك برينز (الإنجليزية)
- مينورو ميكي على موقع ديسكوغز (الإنجليزية)